# گل جاری
گل جاری، روستایی از توابع بخش چهاردانگه شهرستان ساری در استان مازندران ایران است.

## جمعیت
این روستا در دهستان چهاردانگه قرار داشته و براساس آخرین سرشماری مرکز آمار ایران که در سال ۱۳۸۵ صورت گرفته، جمعیت آن ۳۱نفر (۹خانوار) بوده‌است.